# La Mort de Chioné (Poussin)
La Mort de Chioné, réalisé en 1622 lors d'un séjour à Lyon, est considérée comme la première œuvre connue du peintre Nicolas Poussin. Il représente une scène tirée des Métamorphoses d'Ovide. Le tableau est conservé au musée des Beaux-Arts de Lyon.

## Historique de l'œuvre
En 1622, Nicolas Poussin séjourne à Lyon pendant plusieurs mois. Il peint La Mort de Chioné et un Mercure et Argus (qui a disparu) pour Silvio Reynon, un marchand-fabricant de velours originaire de Milan qui fait fortune à Lyon. On le retrouve en 1691 dans l'inventaire après décès du petit-fils du commanditaire parmi d'autres tableaux de Poussin qu'il a envoyés plus tard depuis Rome .

## Le mythe
« Mais que sert à Chione d’être mère de deux enfants, et d’avoir inspiré de l’amour à deux divinités ? Que lui sert d’avoir un père illustre et Jupiter pour aïeul ? Hélas ! la gloire elle-même n’est-elle pas fatale à plusieurs ? Ne le fut-elle pas à Chione ? Elle osa se préférer à Diane et mépriser la beauté de la déesse. Diane irritée : « Peut-être, s’écrie-t-elle, ne mépriseras-tu pas mes flèches ». Aussitôt elle courbe son arc, tend la corde, et une flèche va traverser la langue de la criminelle Chione. Elle veut parler ; sa langue est impuissante ; elle perd tout à la fois et son sang et sa vie. »

— Ovide, les Métamorphoses, Livre onzième (441-442).
Les Métamorphoses du poète Ovide sont des mythes latins datés à partir de l'an 1, à l'origine rédigés en vers latins. Le thème des Métamorphoses d'Ovide est rarement traité dans l'histoire de la peinture. Mais Nicolas Poussin s'en inspire pour plusieurs de ses œuvres.

### Thème du mythe
Chioné est une magnifique jeune fille qui suscite l'intérêt de deux divinités : Hermès et Apollon. Le divin ne pouvant se montrer au mortel sous son apparence divine, Hermès la séduit en l'endormant avec son caducée, tandis qu'Apollon se transforme en vieille femme. Elle met ensuite au monde deux jumeaux : l'un, Philammon est le fils d'Apollon, tandis que l'autre, Autolycos est celui d'Hermès. Fière d'avoir été l'amante de deux dieux, Chioné ose comparer sa beauté à celle de Diane, sœur d'Apollon. Celle-ci, révoltée par tant d'audace, la punit en lui perçant la langue d'une de ses flèches.

## Le tableau

### Composition
La mort de Chioné est le sujet principal du tableau. Son corps nu est placé au centre de la composition, allongé dans une position horizontale, sous les rayons d'une lumière lunaire due à la déesse Diane. Autour d'elle se trouvent ses deux enfants apeurés qui prennent la fuite. Son oncle Céyx a le corps penché vers elle. Au loin se distingue la silhouette de Dédalion ailé fuyant, après que la divinité Apollon l'a transformé en épervier afin d'éviter son suicide. Diane flotte au-dessus de Chioné, son arc bandé dans sa direction. Elle lui a décoché une flèche aux plumes rouges qui lui a percé la langue. Chioné est touchée à mort.
Diane est représentée comme le seul corps faisant partie du ciel ; dans ce clair-obscur, elle semble complètement détachée de l'espace terrestre des hommes. La nature autour d'elle est un lieu de violence : les arbres sont brouillés, les cieux nuageux ne laissent entrevoir un rayon lumineux que l'on peut attribuer à la lumière d'Apollon sauvant Dédalion du suicide.

### Postures, regards et expressions
Les deux protagonistes principales occupent une position latérale dans la composition. Diane surplombe Chioné qui est allongée, inerte. Leur visage à toutes deux est impassible : Chioné parce qu'elle est morte, Diane car divine ne peut témoigner d'émotions exagérées. Autour d'elles les positions des corps sculpturaux sont tendus, les visages crispés apparaissent empreints de douleur.

### Inspirations
L'inspiration des Métamorphoses d'Ovide est peu commune. Il semble que Poussin s'inspire de gravures des éditions des Métamorphoses qui lui sont contemporaines, notamment d'une eau-forte d'après Antonio Tempesta, Diane transperçant Chioné d’une flèche (1606).
Il s'inspire également d'une gravure de Polidoro da Caravaggio de 1525 relatant l'histoire de Niobé, Apollon et Diane tuant les enfants de Niobé à Rome. L'original a été peint sur la façade du palais Milesi à Rome.

### Analyse
Dans La Mort de Chioné de Poussin, il est question d’un deus ex machina qui viendrait redonner l’ordre perdu au monde. Chioné a fait preuve d’hubris, une vertu divine, et le divin lui-même vient rétablir l’ordre entre le divin et le mortel. Ici, nous sommes face à un mythe latin où le divin vient rétablir une justice naturelle par un droit divin[réf. nécessaire].